# فیصل عبدالعزیز
فیصل عبدالعزیز (انگلیسی: Faisal Abdulaziz; ۸ ژانویهٔ ۱۹۶۸ – ۱۹ فوریهٔ ۲۰۲۱) یک بازیکن فوتبال اهل بحرین بود.
از باشگاه‌هایی که در آن بازی کرده‌است می‌توان به باشگاه ورزشی المحرق اشاره کرد.
وی همچنین در تیم ملی فوتبال بحرین بازی کرده‌است.